# Liste des cours d'eau de la Seine-Maritime

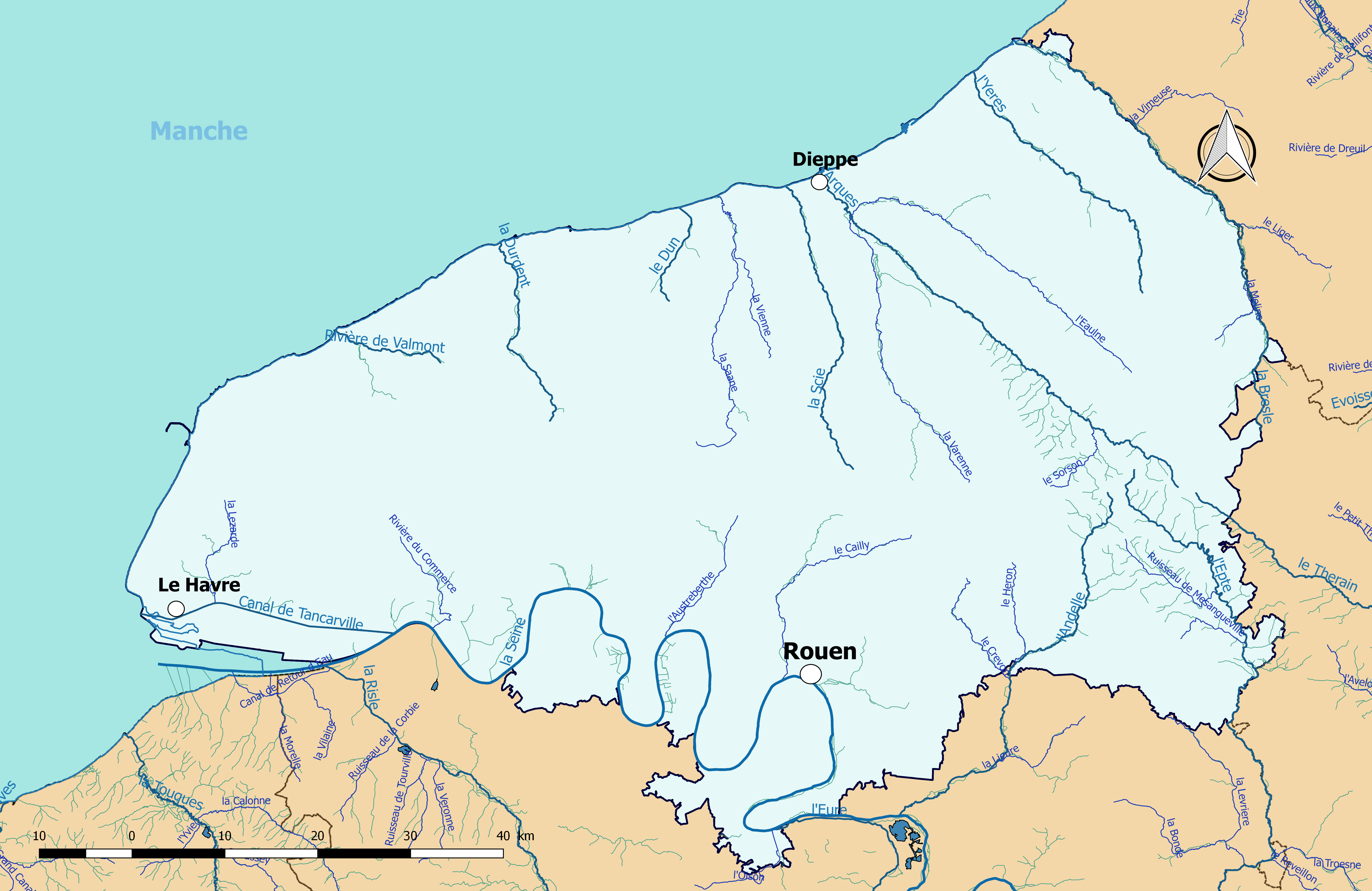
Carte du réseau hydrographique du département de la Seine-Maritime (France).

La liste des cours d'eau de la Seine-Maritime présente les principaux cours d'eau, de longueur supérieure à 10 km, traversant pour tout ou partie le territoire du département français de la Seine-Maritime dans la région Normandie.
Le réseau hydrographique est long d'environ 1 500 km et comprend 28 cours d'eau de longueur supérieure à 10 km, dont la Seine (156 km dans le département) et 9 fleuves côtiers : la Bresle (68,1 km), l' Arques (67,1 km), la Saâne (40,1 km), l'Yères (39,8 km), la Scie (37,9 km), le Durdent (25,4 km), la Valmont (13,8 km), le Dun  (12,8 km) et la Veules, le fleuve le plus court de France.
Les cours d'eau sont ordonnés selon leur origine naturelle (fleuve, rivières ou ruisseaux) ou artificielle (canaux). Pour chacun d'entre eux sont précisés : sa classe, sa longueur totale, le cours d'eau dans lequel il se jette (confluence), le bassin collecteur auquel il appartient, le nombre de départements et de communes traversés et le nom des communes qu'il irrigue dans le département de la Seine-Maritime.

## Réseau hydrographique de la Seine-Maritime

### Longueur totale
Le réseau hydrographique de Seine-Maritime est peu dense et est constitué de 1 500 km de cours d'eau, dont 156 km du fleuve la Seine.

### Bassins
L'ensemble des cours d'eau de Seine-Maritime appartiennent à l'unité hydrographique Seine aval, sous-bassin du bassin Seine-Normandie. Ils comprennent 9 fleuves côtiers : la Bresle (68,1 km), l' Arques (67,1 km), la Saâne (40,1 km), l'Yères (39,8 km), la Scie (37,9 km), le Durdent (25,4 km), la Valmont (13,8 km), le Dun  (12,8 km) et la Veules, le fleuve le plus court de France et différents affluents de la Seine et de l'Arques.

## Cours d'eau naturels

### Définition
Jusqu'en 2016, aucun texte législatif ne définissait la notion de cours d’eau. Ce n'est qu'avec la loi du 8 août 2016 pour la reconquête de la biodiversité, de la nature et des paysages que cette lacune est comblée. L'article 118 de cette loi insère un nouvel article L. 215-7-1 dans le code de l'environnement précisant que « constitue un cours d'eau un écoulement d'eaux courantes dans un lit naturel à l'origine, alimenté par une source et présentant un débit suffisant la majeure partie de l'année. L'écoulement peut ne pas être permanent compte tenu des conditions hydrologiques et géologiques locales. ». Ainsi les deux principaux critères retenus sont :
- la présence et la permanence d’un lit naturel à l’origine, ce qui distingue les cours d’eau (artificialisés ou non) des fossés et canaux creusés par la main de l’homme ;
- la permanence d’un débit suffisant une majeure partie de l’année, critère qui doit être évalué en fonction des conditions climatiques et hydrologiques locales.

### Cours d'eau permanents de longueur ou égale à 10 km
La base de données Carthage est le référentiel du réseau hydrographique français. Cette base est réalisée à partir de la couche hydrographie de la base de données Carto enrichie par le ministère chargé de l'environnement et les agences de l'eau avec le découpage du territoire en zones hydrographiques d'une part et la codification de ces zones et du réseau hydrographique d'autre part. De cette base, il ressort que le réseau hydrographique de la Seine-Maritime comprend 29 cours d'eau permanents de longueur Seine-Maritime à 10 km et dont le cours est en partie ou en totalité dans le département de la Seine-Maritime.
Le référentiel national hiérarchise le réseau en sept classes selon l'importance décroissante des cours d'eau. Le tableau ci-après regroupe tous les cours d'eau irriguant pour tout ou partie du département et appartenant à l'une des classes 1 à 4. Pour chacune de ces classes les caractéristiques des cours d'eau sont les suivantes : 
- 1 : longueur Seine-Maritime à 100 km ou tout cours d’eau se jetant dans une embouchure logique[Note 1] et d'une longueur supérieure à 25 km ;
- 2 : longueur comprise entre 50 et 100 km ou tout cours d’eau se jetant dans une embouchure logique et d’une longueur supérieure à 10 km ;
- 3 : longueur comprise entre 25 et 50 km ;
- 4 : longueur comprise entre 10 et 25 km.

| Nom du cours d'eau        | Classe | Longueur totale en km | Confluence           | Bassin collecteur    | Départements irrigués                                   | Communes irriguées | Communes irriguées | Communes irriguées |
| Nom du cours d'eau        | Classe | Longueur totale en km | Confluence           | Bassin collecteur    | Départements irrigués                                   | Nb total           | Nb ds le dép.      | Communes du département |
| ------------------------- | ------ | --------------------- | -------------------- | -------------------- | ------------------------------------------------------- | ------------------ | ------------------ | --- |
| Andelle                   | 2      | 56,9                  | la Seine             | la Seine             | 2 (27, 76)                                              | 24                 | 14                 | Croisy-sur-Andelle, Elbeuf-sur-Andelle, La Ferté-Saint-Samson, Forges-les-Eaux, La Hallotière, Le Héron, Mauquenchy, Le Mesnil-Lieubray, Morville-sur-Andelle, Nolléval, Roncherolles-en-Bray, Rouvray-Catillon, Serqueux, Sigy-en-Bray. |
| Arques                    | 1      | 67,1                  | Manche               | l'Arques             | 1 (76)                                                  | 24                 | 24                 | Arques-la-Bataille, Beaussault, Bouelles, Bures-en-Bray, Compainville, Dampierre-Saint-Nicolas, Dieppe, Freulleville, Gaillefontaine, Martin-Église, Mesnières-en-Bray, Mesnil-Mauger, Meulers, Nesle-Hodeng, Neufchâtel-en-Bray, Neuville-Ferrières, Osmoy-Saint-Valery, Quièvrecourt, Ricarville-du-Val, Rouxmesnil-Bouteilles, Saint-Aubin-le-Cauf, Saint-Martin-l'Hortier, Saint-Saire, Saint-Vaast-d'Équiqueville. |
| Austreberthe              | 4      | 17,9                  | la Seine             | la Seine             | 1 (76)                                                  | 7                  | 7                  | Barentin, Duclair, Pavilly, Sainte-Austreberthe, Saint-Paër, Saint-Pierre-de-Varengeville, Villers-Écalles. |
| Bresle                    | 1      | 68,1                  | Manche               | la Bresle            | 3 (60, 76, 80)                                          | 30                 | 14                 | Aumale, Blangy-sur-Bresle, Criquiers, Ellecourt, Eu, Haudricourt, Hodeng-au-Bosc, Incheville, Longroy, Monchaux-Soreng, Nesle-Normandeuse, Ponts-et-Marais, Le Tréport, Vieux-Rouen-sur-Bresle. |
| Cailly                    | 3      | 29,3                  | la Clairette         | la Seine             | 1 (76)                                                  | 12                 | 12                 | Cailly, Canteleu, Claville-Motteville, Déville-lès-Rouen, Fontaine-le-Bourg, Le Houlme, Malaunay, Maromme, Montville, Notre-Dame-de-Bondeville, Rouen, Saint-Germain-sous-Cailly. |
| Commerce                  | 4      | 15,5                  | la Seine             | la Seine             | 1 (76)                                                  | 4                  | 4                  | Bolbec, Gruchet-le-Valasse, Lillebonne, Port-Jérôme-sur-Seine. |
| Crevon                    | 4      | 16,4                  | l'Andelle            | la Seine             | 2 (27, 76)                                              | 7                  | 6                  | Blainville-Crevon, Catenay, Ry, Saint-Aignan-sur-Ry, Saint-Denis-le-Thiboult, Saint-Germain-des-Essourts. |
| Dun                       | 2      | 12,8                  | Manche               | le Dun               | 1 (76)                                                  | 8                  | 8                  | Autigny, Le Bourg-Dun, Crasville-la-Rocquefort, Fontaine-le-Dun, La Gaillarde, Saint-Aubin-sur-Mer, Saint-Pierre-le-Vieux, Saint-Pierre-le-Viger. |
| Durdent                   | 2      | 25,4                  | Manche               | la Durdent           | 1 (76)                                                  | 11                 | 11                 | Cany-Barville, Clasville, Grainville-la-Teinturière, Le Hanouard, Héricourt-en-Caux, Oherville, Paluel, Robertot, Sommesnil, Veulettes-sur-Mer, Vittefleur. |
| Eaulne                    | 3      | 45,5                  | l'Arques             | l'Arques             | 1 (76)                                                  | 20                 | 20                 | Ancourt, Arques-la-Bataille, Bailleul-Neuville, Baillolet, Bellengreville, Clais, Douvrend, Envermeu, Fesques, Fréauville, Londinières, Lucy, Martin-Église, Ménonval, Mortemer, Sainte-Beuve-en-Rivière, Saint-Germain-sur-Eaulne, Sauchay, Vatierville, Wanchy-Capval. |
| Epte                      | 1      | 112,5                 | la Seine             | la Seine             | 5 (27, 60, 76, 78, 95)                                  | 47                 | 17                 | La Bellière, Compainville, Cuy-Saint-Fiacre, Dampierre-en-Bray, Doudeauville, Ernemont-la-Villette, Ferrières-en-Bray, Forges-les-Eaux, Gancourt-Saint-Étienne, Gournay-en-Bray, Haussez, Ménerval, Molagnies, Neuf-Marché, Saumont-la-Poterie, Serqueux, Le Thil-Riberpré. |
| Eure                      | 1      | 228,7                 | La Seine             | la Seine             | 4 (27, 28, 61, 76)                                      | 99                 | 2                  | Saint-Aubin-lès-Elbeuf, Saint-Pierre-lès-Elbeuf. |
| Héron                     | 4      | 13,8                  | l'Andelle            | la Seine             | 2 (27, 76)                                              | 6                  | 5                  | Bosc-Roger-sur-Buchy, Elbeuf-sur-Andelle, Le Héron, Héronchelles, Rebets. |
| Levrière                  | 4      | 23,8                  | l'Epte               | la Seine             | 2 (27, 76)                                              | 9                  | 1                  | Bézancourt. |
| Lézarde                   | 4      | 14,5                  | Canal de Tancarville | Canal de Tancarville | 1 (76)                                                  | 7                  | 7                  | Épouville, Gonfreville-l'Orcher, Harfleur, Montivilliers, Notre-Dame-du-Bec, Rolleville, Saint-Martin-du-Bec. |
| Méline                    | 4      | 10                    | la Bresle            | la Bresle            | 2 (76, 80)                                              | 4                  | 3                  | Ellecourt, Marques, Vieux-Rouen-sur-Bresle. |
| Morette                   | 4      | 10,4                  | l'Epte               | la Seine             | 1 (76)                                                  | 4                  | 4                  | Cuy-Saint-Fiacre, Elbeuf-en-Bray, Ferrières-en-Bray, Gournay-en-Bray. |
| Oison                     | 4      | 16                    | la Seine             | la Seine             | 2 (27, 76)                                              | 9                  | 1                  | Saint-Pierre-lès-Elbeuf. |
| Valmont                   | 2      | 13,8                  | Manche               | la Valmont           | 1 (76)                                                  | 3                  | 3                  | Colleville, Fécamp, Valmont. |
| Ruisseau de Mésangueville | 4      | 15,4                  | l'Epte               | la Seine             | 1 (76)                                                  | 6                  | 6                  | Argueil, Dampierre-en-Bray, La Ferté-Saint-Samson, Hodeng-Hodenger, Ménerval, Mésangueville. |
| Saâne                     | 3      | 40,1                  | Manche               | la Saane             | 1 (76)                                                  | 25                 | 25                 | Ambrumesnil, Ancretiéville-Saint-Victor, Val-de-Saâne, Auzouville-sur-Saâne, Avremesnil, Biville-la-Rivière, Bourdainville, Brachy, Ectot-l'Auber, La Fontelaye, Gueures, Imbleville, Lammerville, Lestanville, Longueil, Ouville-la-Rivière, Quiberville, Rainfreville, Royville, Saâne-Saint-Just, Saint-Denis-d'Aclon, Sainte-Marguerite-sur-Mer, Saint-Pierre-Bénouville, Tocqueville-en-Caux, Yerville. |
| Scie                      | 1      | 37,9                  | Manche               | la Scie              | 1 (76)                                                  | 21                 | 21                 | Anneville-sur-Scie, Auffay, Les Cent-Acres, Crosville-sur-Scie, Dénestanville, Étaimpuis, Gonneville-sur-Scie, Hautot-sur-Mer, Heugleville-sur-Scie, Longueville-sur-Scie, Manéhouville, Notre-Dame-du-Parc, Offranville, Saint-Aubin-sur-Scie, Saint-Crespin, Saint-Denis-sur-Scie, Saint-Maclou-de-Folleville, Saint-Victor-l'Abbaye, Sauqueville, Tourville-sur-Arques, Vassonville. |
| Seine                     | 1      | 774,8                 | Manche               | la Seine             | 13 (10, 21, 27, 51, 75, 76, 77, 78, 91, 92, 93, 94, 95) | 333                | 56                 | Amfreville-la-Mi-Voie, Anneville-Ambourville, Bardouville, Belbeuf, Berville-sur-Seine, Bonsecours, La Bouille, Canteleu, Rives-en-Seine, Caudebec-lès-Elbeuf, Cléon, Duclair, Elbeuf, Freneuse, Gouy, Grand-Couronne, Le Grand-Quevilly, Hautot-sur-Seine, Hénouville, Heurteauville, Jumièges, Lillebonne, Arelaune-en-Seine, Mauny, Le Mesnil-sous-Jumièges, Moulineaux, Norville, Notre-Dame-de-Bliquetuit, Port-Jérôme-sur-Seine, Oissel, Orival, Petit-Couronne, Petiville, Quevillon, Rouen, Sahurs, Saint-Aubin-lès-Elbeuf, Saint-Étienne-du-Rouvray, Saint-Jean-de-Folleville, Saint-Martin-de-Boscherville, Saint-Maurice-d'Ételan, Arelaune-en-Seine, Saint-Pierre-de-Manneville, Saint-Pierre-de-Varengeville, Saint-Pierre-lès-Elbeuf, Rives-en-Seine, Sotteville-lès-Rouen, Sotteville-sous-le-Val, Tancarville, Tourville-la-Rivière, Le Trait, Val-de-la-Haye, Vatteville-la-Rue, Rives-en-Seine, Yainville, Yville-sur-Seine. |
| Sorson                    | 4      | 11,4                  | l'Arques             | l'Arques             | 1 (76)                                                  | 4                  | 4                  | Beaubec-la-Rosière, Mesnil-Mauger, Saint-Saire, Sommery. |
| Thérain                   | 2      | 94,4                  | l'Oise               | la Seine             | 2 (60, 76)                                              | 43                 | 3                  | Gaillefontaine, Grumesnil, Haucourt. |
| Varenne                   | 3      | 39                    | l'Arques             | l'Arques             | 1 (76)                                                  | 13                 | 13                 | Arques-la-Bataille, Bellencombre, Martigny, Muchedent, Rosay, Saint-Aubin-le-Cauf, Saint-Germain-d'Étables, Saint-Hellier, Saint-Martin-Osmonville, Saint-Saëns, Sévis, Torcy-le-Grand, Torcy-le-Petit. |
| Vienne                    | 4      | 15                    | la Saâne             | la Seine             | 1 (76)                                                  | 9                  | 9                  | Ambrumesnil, Bacqueville-en-Caux, Beauval-en-Caux, Gueures, Hermanville, Lamberville, Lammerville, Saint-Mards, Thil-Manneville. |
| Yères                     | 1      | 39,8                  | Manche               | l'Yères              | 1 (76)                                                  | 14                 | 14                 | Aubermesnil-aux-Érables, Canehan, Criel-sur-Mer, Cuverville-sur-Yères, Dancourt, Fallencourt, Foucarmont, Grandcourt, Saint-Martin-le-Gaillard, Saint-Riquier-en-Rivière, Sept-Meules, Touffreville-sur-Eu, Villers-sous-Foucarmont, Villy-sur-Yères. |

### Autres cours d'eau
Quelques cours d'eau présentent une longueur inférieure à 10 km, dont la Veules, le plus petit fleuve de France.

## Canaux
Un canal traverse le territoire du département.
| Nom du cours d'eau   | Classe | Longueur totale en km | Confluence | Bassin collecteur    | Départements irrigués | Communes irriguées | Communes irriguées | Communes irriguées |
| Nom du cours d'eau   | Classe | Longueur totale en km | Confluence | Bassin collecteur    | Départements irrigués | Nb total           | Nb ds le dép.      | Communes du département                                                                                               |
| -------------------- | ------ | --------------------- | ---------- | -------------------- | --------------------- | ------------------ | ------------------ | --- |
| Canal de Tancarville | 1      | 28,1                  | Manche     | Canal de Tancarville | 1 (76)                | 8                  | 8                  | La Cerlangue, Gonfreville-l'Orcher, Le Havre, Oudalle, Rogerville, Saint-Vigor-d'Ymonville, Sandouville, Tancarville. |